# Студиен монитор
Вижте пояснителната страница за други значения на Монитор.
Студийните монитори са озвучителни тела, използвани в музикалните студия, радиото и телевизията за оптимално точно възпроизвеждане на целия честотен спектър на записа. Целта на студийните монитори е да възпроизвеждат всяка честота с еднаква сила, без подчертаване в един или друг обхват на звуковия спектър. Мониторите играят изключително важна роля в заключителните етапи на обработката на звука, т.нар. мастеринг.